# Molí d'oli d'Alfés
El Molí d'oli d'Alfés és una obra d'Alfés (Segrià) inclosa a l'Inventari del Patrimoni Arquitectònic de Catalunya.

## Descripció
És un molí d'oli. Les restes arquitectòniques que es conserven es corresponen amb la façana de l'antic edifici que contenia la maquinària del molí, amb l'entrada principal formada per un arc adovellat i dos obertures laterals allindades, probablement fruit d'una intervenció posterior. També en resten parts dels murs laterals i les cisternes.
Es tractava d'una estructura de planta quadrangular, bastida amb pedra escairada i morter. Presenta alguns reforços amb maó i altres materials.